# Thebes
Thebes – wioska w USA, w stanie Illinois, w hrabstwie Alexander. Według spisu z 2000 roku wioskę zamieszkuje 478 osób.
W pobliżu Thebes ulokowany jest międzystanowy most kolejowy przez rzekę Missisipi, Thebes Bridge, zaprojektowany przez inżyniera polskiego pochodzenia Rudolfa Modrzejewskiego, konstruktora słynnych mostów w Ameryce Północnej, m.in. San Francisco-Oakland Bay Bridge.

## Geografia
Wioska zajmuje powierzchnię 6 km², z czego 1,3 km² (22,08%) stanowi woda.

## Demografia
Według spisu z 2000 roku wioskę zamieszkuje 478 osób skupionych w 171 gospodarstwach domowych, tworzących 129 rodzin. Gęstość zaludnienia wynosi 102,5 osoby/km². W wiosce znajdują się 213 budynki mieszkalne, a ich gęstość występowania wynosi 45,7 mieszkania/km². Wioskę zamieszkuje 87,24% ludności białej, 10,67% ludności stanowią Afroamerykanie, 0,42% stanowią rdzenni Amerykanie, 0,21% Azjatów, 1,46% ludności wywodzącej się z dwóch lub więcej ras. Hiszpanie lub Latynosi stanowią 0,21% populacji.
W wiosce są 171 gospodarstwa domowe, w których 42,7% stanowią dzieci poniżej 18 roku życia żyjących z rodzicami, 56,1% stanowią małżeństwa, 17% stanowią kobiety nie posiadające męża oraz 24% stanowią osoby samotne. 21,6% wszystkich gospodarstw domowych składa się z jednej osoby oraz 11,1% żyjących samotnie ma powyżej 65 roku życia. Średnia wielkość gospodarstwa domowego wynosi 2,8 osoby, natomiast rodziny 3,31 osoby. 
Przedział wiekowy kształtuje się następująco: 34,3% stanowią osoby poniżej 18 roku życia, 9,4% stanowią osoby pomiędzy 18 a 24 rokiem życia, 25,5% stanowią osoby pomiędzy 25 a 44 rokiem życia, 20,1% stanowią osoby pomiędzy 45 a 64 rokiem życia oraz 10,7% stanowią osoby powyżej 65 roku życia.   Średni wiek wynosi 30 lat. Na każde 100 kobiet przypada 94,3 mężczyzn. Na każde 100 kobiet powyżej 18 roku życia przypada 85,8 mężczyzn.
Średni dochód dla gospodarstwa domowego wynosi 20 250 dolarów, a dla rodziny wynosi 26 786 dolarów. Dochody mężczyzn wynoszą średnio 28 750 dolarów, a kobiet 15 000 dolarów. Średni dochód na osobę w mieście wynosi 11 262 dolarów. Około 29,2% rodzin i 31,7% populacji miasta żyje poniżej minimum socjalnego, z czego 41,4% jest poniżej 18 roku życia i 14,5% powyżej 65 roku życia.